# Karel Plicka

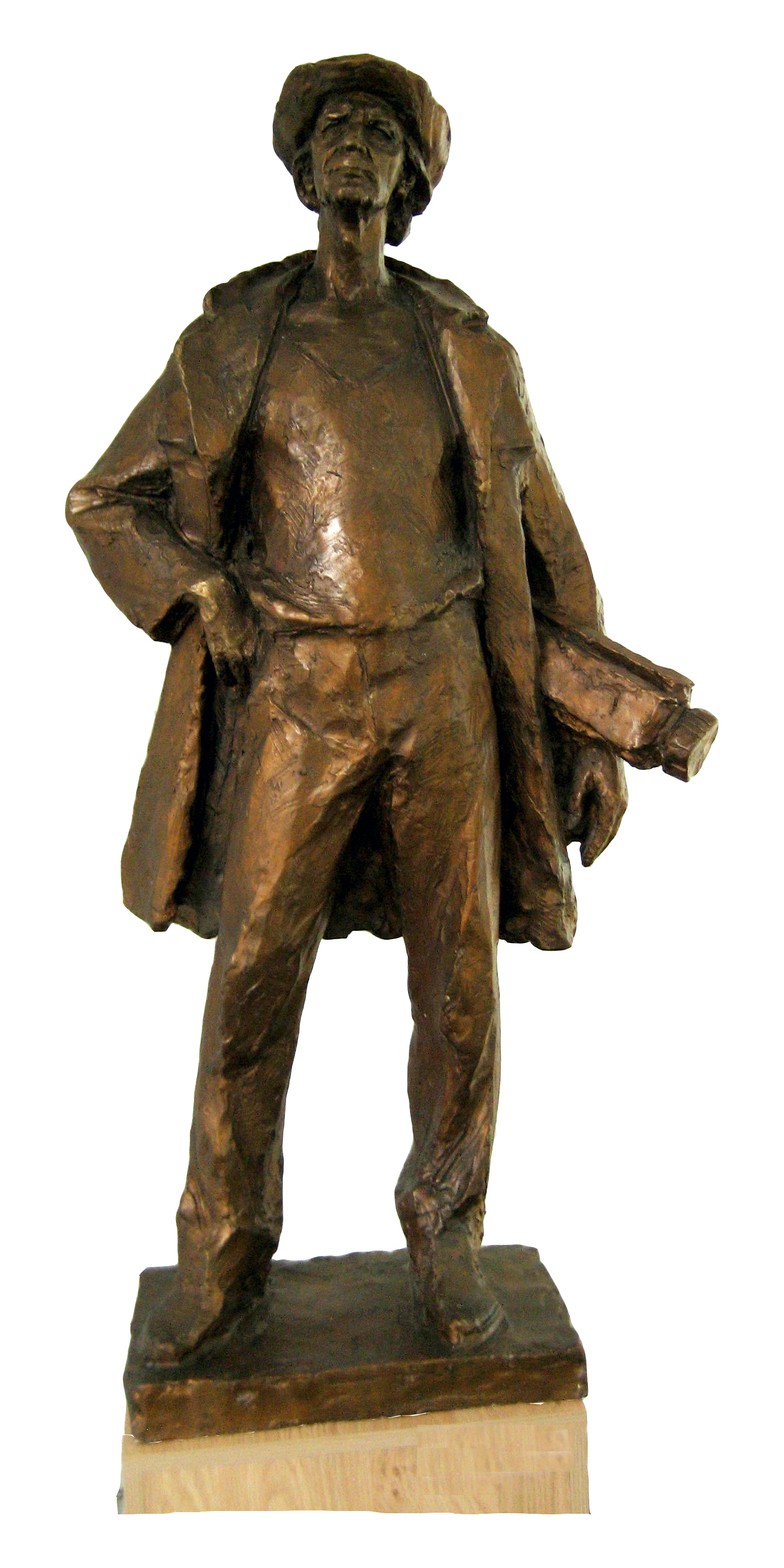
Ján Kulich: Socha Karla Plicky

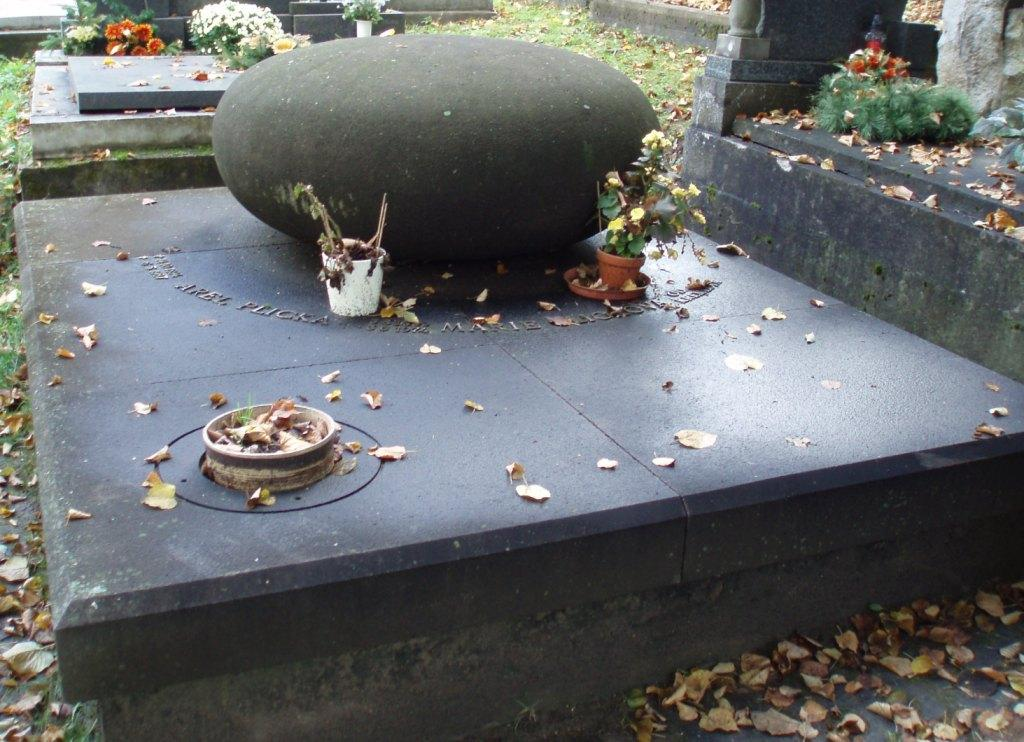
Hrob Karla Plicky na Národním hřbitově ve slovenském Martině. Oválný kámen znázorňuje čočku fotoaparátu.

Karel Plicka, též Karol Plicka (14. října 1894 Vídeň – 6. května 1987 Praha), byl český a slovenský etnograf, folklorista, sběratel, hudebník, filmový scenárista, režisér i kameraman, fotograf, pedagog a jeden ze zakladatelů Akademie múzických umění.

## Život
Pocházel z rodiny zámečníka z Vítova u Slaného, který si ve Vídni založil prosperující dílnu. V roce 1900 se početná rodina přestěhovala do České Třebové. Od roku 1904 Karel Plicka začal fotografovat (sotva desetiletý si vlastnoručně vyrobil fotoaparát s formátem 6 × 9), v roce 1906 pořídil první soubor snímků z dvoutýdenní vlastivědné cesty. Po studiu učitelského ústavu v Hradci Králové (1909–1913) působil jako učitel v Úpici. V roce 1914 poprvé navštívil Slovensko. Válku prožil vzhledem k hudebnímu nadání u vojenské hudby ve Vídni. Roku 1918 se stal učitelem v Novém Městě nad Metují, kde založil a řídil komorní a recitační soubor České filharmonie.
Od roku 1923 (do roku 1937) se věnoval sběru lidových písní a dokumentaci lidové kultury ve službách Matice slovenské. V letech 1924–1928 studoval na univerzitě v Bratislavě národopis a hudební vědy. Původní folkloristické a etnografické dokumenty přerostly v osobité doklady vysoké estetické hodnoty ve směru lyrické stylizace a poetizace obrazu. Část snímků vyšla jako Pohľadnice Národopisného odboru Matice slov v návaznosti na starší projekt Pavola Socháně. Komplexnější typ dokumentace představoval film, kterým se Plicka zabýval od jara 1926. Jeho první filmové poetické dokumenty (Za slovenským ľudom – premiéra 1928, Po horách po dolách – 1930) získal domácí i mezinárodní ocenění v Benátkách). Mistrovským dílem se stal film Zem spieva (premiéra 1933), během jehož natáčení se připravovala i fotografická vyznání krásám krajiny v kulturně historickém kontextu. Některé filmové a fotografické obrazy z knihy Slovensko (1937) jsou tematicky totožné.
V letech 1937–1939 působil na filmovém oboru Školy umeleckých remesiel v Bratislavě. Mezi lety 1939–1945 pracoval ve Státním fotoměřickém ústavu s náplní fotografické dokumentace Prahy. V knize Praha ve fotografiích K. P. (1940) nachází v nadčasovém monumentalizujícím pohledu harmonii a krásu v architektonických klenotech minulosti; publikace zároveň výrazně posilovala národní povědomí v době okupace. I dva filmové dokumenty z let války (Věčná píseň a Barokní Praha) poukazují na sílící zájem o architekturu. V květnu 1945 se Plicka vrátil do Bratislavy. Stal se předsedou Slovenskej filmovej spoločnosti a natočil dva publicistické dokumenty. V návaznosti na své předchozí pedagogické a organizátorské zkušenosti se podílel spolu s Antonínem Martinem Brousilem a Jaroslavem Boučkem na založení FAMU – Filmové fakulty AMU v Praze, otevřené v listopadu 1946. Stal se prvním děkanem této školy a mimořádným profesorem pro obor kompozice filmového obrazu. Pro zrakové potíže fakultu opustil ve školním roce 1949–1950 a tím zakončil práci v kinematografii.
Roku 1949 vyšlo Slovensko ve fotografiích K. P., jež se během řady vydání aktualizovalo i o některé snímky současné architektury. V mnoha obměnách dál fotografoval Prahu a vytvářel paralely mezi Slovenskem a Českými zeměmi až k syntéze Československo (1974). Vydal i řadu populárních publikací o folklóru (Čes. rok, Čes. kalendář, U maminky…). Knihou reminiscencí a vzpomínek na filmařskou tvorbu je Zlatá brána (1964), kde se osobitým způsobem prolíná vizuální, verbální a hudební rovina daná prezentovanými úryvky písní. Za uměleckou, folkloristickou a pedagogickou činnost byl jmenován národním umělcem (1968). Byl členem a vedoucím činitelem řady mezinárodních společností.

### Významná data
- 1894 – 14. října se narodil ve Vídni
- 1933 – premiéra filmu Zem spieva
- 1940 – 1. vydání knihy Praha ve fotografii K. P.
- 1943 – v Praze vyšlo v nákladu 50 ks album deseti originálních signovaných fotografií Josefa Ehma, Jaromíra Funkeho, Miroslava Háka, Karla Plicky a Josefa Sudka Moderní česká fotografie, s úvodním textem Karla Teiga
- 1945 – dekretem prezidenta Československé republiky Edvarda Beneše byla zřízena Akademie múzických umění v Praze (27. října) s fakultami hudební, filmovou a divadelní. První profesorský sbor filmové fakulty tvořili Karel Plicka, Antonín Matěj Brousil a Jaroslav Bouček. Pravidelná výuka byla zahájena až v roce 1947. Na filmové fakultě (FAMU), vedené Karlem Plickou, se v rámci studia kamery vyučovala i fotografie.
- 1949 – vyšla kniha Slovensko ve fotografiích K. P.
- 1954 – Karlu Plickovi byl k 1. máji udělen jako prvnímu fotografovi Řád práce za celoživotní dílo
- 1958 – 31. března byla ve výstavní síni Ústředí lidové umělecké výroby (ÚLUV) v Praze otevřena celostátní výstava československé umělecké fotografie. Na výstavě byli zastoupeni D. J. Růžička, Karel Plicka, Josef Sudek, Josef Ehm a mnozí další přední českoslovenští fotografové.
- 1959 – vydání publikace Karla Plicky Vltava s textem Františka Kožíka
- 1964 – Karel Plicka vydal knihu o vzpomínkách na filmařskou tvorbu Zlatá brána, kde se osobitým způsobem prolíná vizuální, verbální a hudební rovina, daná prezentovanými úryvky písní
- 1968 – Karel Plicka byl jmenován národním umělcem
- 1974 – první vydání knihy Československo s texty Jana Tomeše a Ludvíka Barana
- 1987 – 6. května zemřel v Praze

## Fotografická tvorba
Karel Plicka fotografoval obvykle se stativem na formáty 6 × 9 až 10 × 15, bez optických a laboratorních triků. Pro pohybové scény později používal německý přístroj Praktisix. Snímky Karla Plicky jsou plně realistické, nestavěné na efektu mimořádnosti, náhodnosti, prchavého dojmu. Jsou zbaveny nepodstatných složek (nap. i projevů současného života), aby tak působily v obecnější, nadčasové symbolické rovině. Plicka hledal trvalé hodnoty života, jeho harmonii, zajímala jej sounáležitost lidí. Programově heroizoval prostého člověka a lidovou kulturu. Se svými znalostmi, zaujetím i osobitým estetickým cítěním vytvořil nezaměnitelný autorský rukopis. Opíral se o klasická kompoziční pravidla, čekal na ideální světelné podmínky. Ústředním tématem jeho díla byl člověk jako nositel lidových tradic. Tuto základní hodnotu obohacovalo téma architektury jako dědictví minulosti a přírody jako životodárné síly, obklopující člověka. Plicka osobitým způsobem rozvinul klasické téma národních dějin a lidových tradic v soudobých médiích – fotografii a filmu.  Uplatňoval zkušenosti z několika oborů ve vzájemně se obohacujících vztazích. Jeho přínos československé fotografii je zcela mimořádný. Ve slovenské Blatnici bylo roku 1988 otevřeno jeho muzeum.

## Poštovní známka
U příležitosti světové výstavy známek v Praze byla 12. září 2008 vydána poštovní známka v hodnotě 35 Kč s portrétem Karla Plicky. Jednalo se o společné vydání se Slovenskem. Na známce je portrét Karla Plicky s fotoaparátem. Na levém kuponu je kresba jeho fotografie sochy na Karlově mostě, na pravém kuponu svatební kroj z Očové.

## Zastoupení ve sbírkách
Národní filmový archív Praha
Umělecko-průmyslové muzeum Praha
Moravská galerie Brno
Muzeum umění a designu Benešov
Slovenská národná galéria Bratislava
Slovenské národné múzeum Martin
Matica slovenská Martin